# デジタルアーティファクト
デジタルアーティファクト（英: Digital artifact）とは、デジタル処理によって生成されるデータの望ましくない結果の総称。単にアーティファクトともいい、日本語ではアーチファクトとも表記・発音される。画像、映像、アニメ、音声といったコンテンツに見られる。

## デジタルアーティファクトの具体例
デジタルアーティファクトには、具体的には以下のようなものがある。
- 圧縮アーティファクト: 非可逆圧縮の適用によって引き起こされるの顕著な歪み。

- ブロックノイズ: デジタル映像圧縮を行った映像において画像の一部領域がモザイク状に見える現象。

- モスキートノイズ

- バンディング: デジタル画像においてグラデーションに現れる縞模様。色の量子化の過程で発生する。

- モアレ: 規則正しい繰り返し模様を複数重ね合わせた時に、それらの周期のずれにより視覚的に発生する縞模様。

- 折り返し雑音: モアレの原因となる折り返しひずみ。

- ローリングシャッター現象: 画像センサーが高速にスキャンする画像キャプチャ方法で、速すぎる速度で移動する物体に歪みが生じる。

- リンギングアーティファクト（英語版）

- パープルフリンジ: デジタルカメラで撮影した画像に現れる擬色。